# ويليام جاي هيغينسون
ويليام جاي هيغينسون (بالإنجليزية: William J. Higginson)‏ هو مترجم وشاعر أمريكي، ولد في 17 ديسمبر 1938 في نيويورك في الولايات المتحدة، وتوفي في 11 أكتوبر 2008 في سوميت في الولايات المتحدة.